# Petrologia

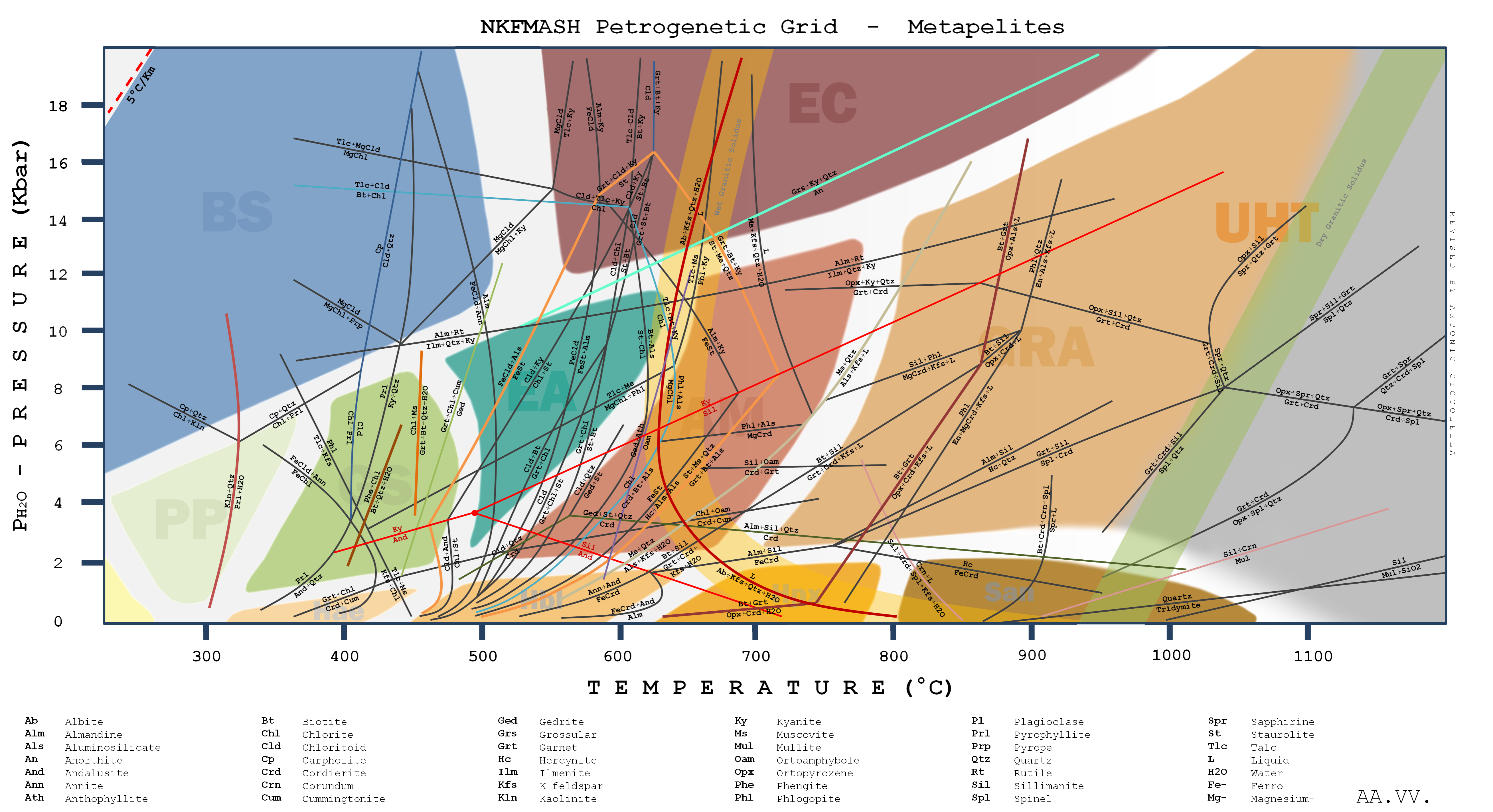
Griglia petrogenetica per Metapeliti (autori vari)

Diagramma della serie di Bowen, una delle sequenze più note della petrologia

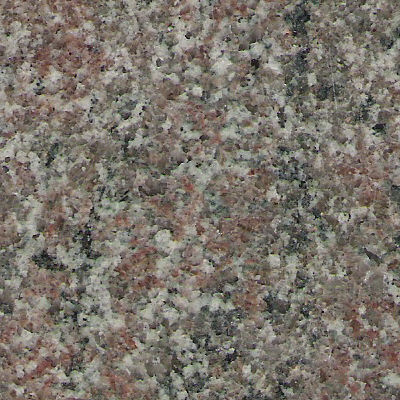
Il migmatite è una delle rocce la cui formazione è più intensamente studiata in petrologia.

La petrologia, o scienza delle rocce, è una disciplina geologica, che attraverso l'uso di investigazioni di varia natura (soprattutto mineralogiche, cristallografiche, geochimiche e chimico-isotopiche), si occupa essenzialmente di problemi (fisici, chimici e biologici) inerenti alla genesi e le parentalità delle rocce.
L'indagine petrologica si svolge sia con l'osservazione ed analisi diretta di campioni, sia sperimentalmente, ricreando in laboratorio le presunte condizioni genetiche delle rocce, sia come composizione chimica o mineralogica di partenza, che come parametri di pressione e temperatura osservando l'evoluzione composizionale della miscela di partenza durante le successive fasi di cristallizzazione dei minerali.
Una branca della petrologia è la petrografia e si differenziano in quanto quest'ultima disciplina si occupa principalmente di descrivere e classificare le rocce in termini di strutture, tessiture e composizione mineralogica. È un valido aiuto per le interpretazioni a scala di geologia regionale di tipo geodinamico e nelle ricostruzioni palinspastiche, ed è essenziale nell'analisi dei cicli litogenetici e dei loro bilanci composizionali.